# Golden Boy (canción de Nadav Guedj)

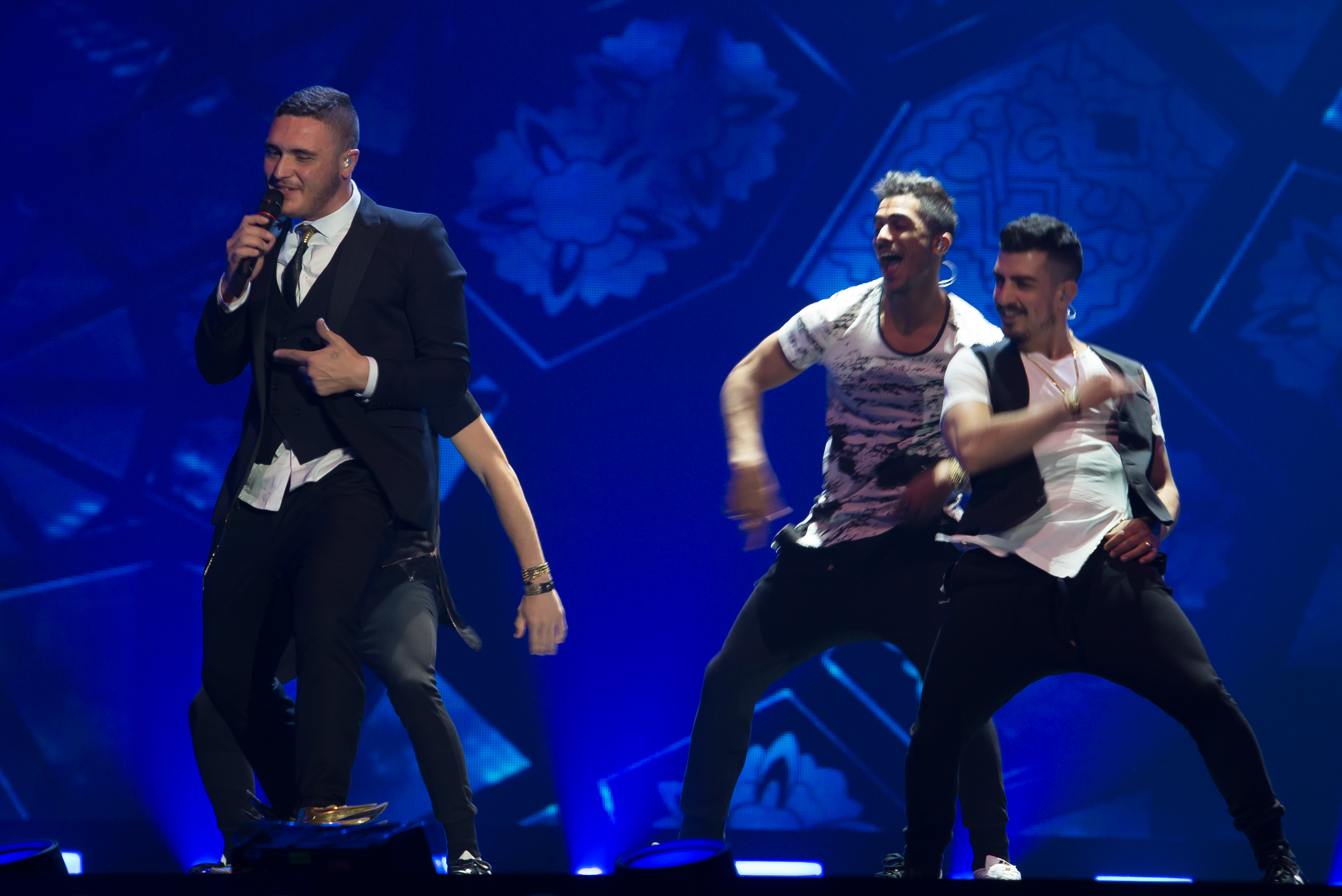
Nadav Guedj interpretando «Golden boy» en el Festival de Eurovisión 2015.

«Golden boy» es una canción interpretada por el cantante israelí Nadav Guedj, que fue lanzada el 15 de marzo de 2015. Compuesta por Doron Medalie, fue elegida por la Autoridad de Radiodifusión de Israel (IBA) para representar a Israel en el Festival de la Canción de Eurovisión 2015, celebrado el 23 de mayo en el Wiener Stadthalle en Viena, Austria. La canción tiene su propia versión en griego, "Sto Theo Me Paei", de la cantante Eleni Foureira.

## Festivales
En la gran final del concurso HaKokhav HaBa (en hebreo: הַכּוֹכָב הַבָּא‎, "La próxima estrella"), celebrada el 17 de febrero en los estudios de Arutz 2 en Jerusalén, capital de Israel, la canción se alzó con la victoria y fue por tanto elegida para representar a Israel en el Festival de la Canción de Eurovisión 2015 que se celebraría en el Wiener Stadthalle de Viena, Austria.
Es la primera vez que Israel acude al festival de Eurovisión con una canción íntegramente en inglés.
Golden boy resultó 3° en la segunda semifinal del Festival de Eurovisión celebrada el 21 de mayo de 2015. En la final celebrada el 23 de mayo, con 97 puntos, obtuvo la novena posición en el certamen.

## Formatos
| Descarga digital |              |          |  |
| N.º              | Título       | Duración |  |
| 1.               | «Golden boy» | 3:00     |  |

## Posicionamiento
Tras el  Festival de la Canción de Eurovisión 2015, Golden boy fue número 41 en el listado mundial de iTunes y en la posición 22 del listado europeo, logrando ingresar en casi toda Europa en el top 100.

### Semanales
| Lista (2015)                                | posición |
| ------------------------------------------- | -------- |
| Austria (Ö3 Austria Top 40)                 | 14       |
| Bélgica (Flandes) (Ultratop 50)             | 36       |
| Bélgica (Valonia) (Ultratip Bubbling Under) | 48       |
| Francia (SNEP)                              | 178      |
| Alemania (Media Control AG)                 | 45       |
| Israel (Media Forest)                       | 1        |
| Suecia (Sverigetopplistan)                  | 54       |
| Suiza (Schweizer Hitparade)                 | 54       |